# Enumatilster Matsloot
De Enumatilster Matsloot (vaak simpelweg Matsloot genoemd) is een kanaal in de Nederlandse provincie Groningen dat van de tweesprong Dwarsdiep en het Wolddiep ten noorden van Boerakker tot het Hoendiep ten zuiden van Enumatil loopt. Het vormt onderdeel van de Oude Riet.
Het kanaal staat ook wel bekend als het Wolddiepje, een wat verwarrende naam omdat het ook de verkorte naam is van Langs- of Wolddiep. De naam Matsloot verwijst naar de graslanden (maden) waar het doorheen loopt. Het waterschap Noorderzijlvest heeft het bijvoeglijk naamwoord Enumatilster toegevoegd, omdat er binnen het waterschap meerdere Matsloten voorkomen.
De huidige Enumatilster Matsloot loopt ten zuiden van Enumatil, het laatste stuk tussen de Tweede brug en het Hoendiep is rond 1818 aangelegd. 
Voorheen liep dit laatste stuk ten noorden van het dorp en sloot daar aan op het Hoendiep
Over de Matsloot liggen zes bruggen, met de prozaïsche namen:
1. de Eerste brug in de weg De Klap in Enumatil
2. de Tweede brug in de toegangsweg naar een boerderij
3. de Derde brug (ook bekendstaat als de Auwematil, Auwemaklap of Auwemadraai, naar de familie die deze brug hier sloeg) in de N978 (Pasop)
4. de Vierde brug bij 't Kret in de Mensumaweg van Tolbert
5. de Vijfde brug (ook bekend als de Boerakkertil) in de Hoofdweg van Boerakker
6. de Bakkerombrug in de N388
deze brug heeft geen rangnummer omdat deze later is aangelegd